# تخزين البيانات التجسيمي

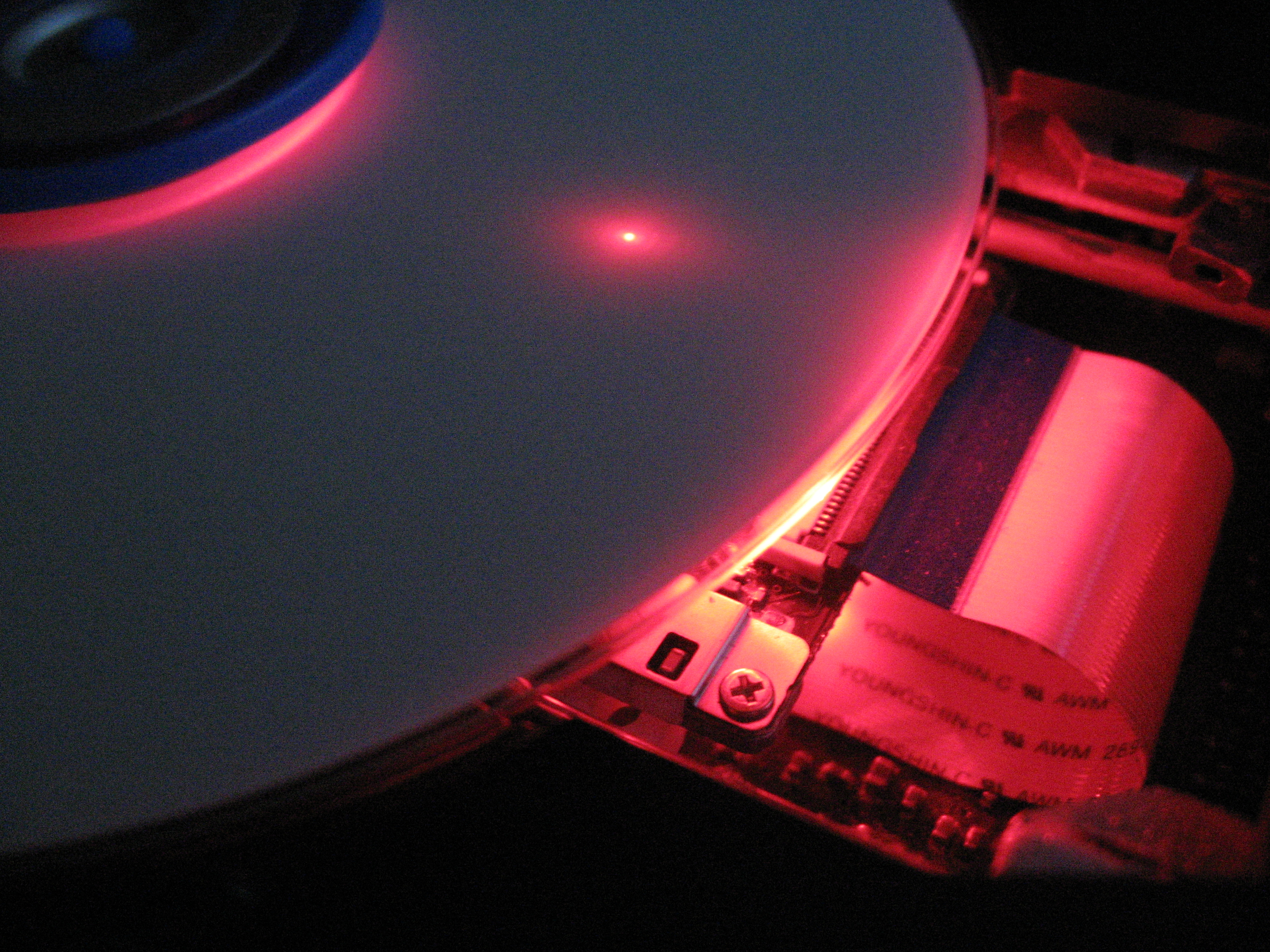

تخزين البيانات التجسيمي (أو تخزين البيانات الهولوغرافي) هي تقنية مرتقبة في مجال تخزين البيانات بسعات عالية. بينما تعتمد أجهزة تخزين البيانات المغناطيسية والضوئية على تخزين وحدات البت الفردية كتغيرات مغناطيسية أو ضوئية متميزة على سطح وسيط التسجيل، يسجل تخزين البيانات التجسيمي المعلومات من خلال حجم الوسيط ويستطيع تسجيل صور متعددة في نفس المكان باستخدام الضوء في زوايا مختلفة.
بالإضافة إلى ذلك، في حين أن تخزين البيانات المغناطيسية والضوئية يسجل البت في كل مرة بطريقة خطية، فإن التخزين التجسيمي قادر على تسجيل وقراءة ملايين وحدات البت بالتوازي، ما يتيح معدلات أكبر لنقل البيانات من تلك التي يحققها التخزين الضوئي التقليدي.

## تسجيل البيانات
يحتوي تخزين البيانات التجسيمي على معلومات باستخدام نمط التداخل الضوئي داخل مادة ضوئية سميكة حساسة. ينقسم الضوء المنبعث من حزمة ليزر واحدة إلى نموذجين أو أكثر من أنماط بصرية منفصلة للبكسلات الداكنة والمضاءة. عن طريق ضبط زاوية ورود الشعاع أو الطول الموجي أو موضع الوسائط، يمكن تخزين العديد من الصور المجسمة (من الناحية النظرية، عدة آلاف) على وحدة تخزين واحدة.

## قراءة البيانات
تُقرأ البيانات المخزنة من خلال إعادة إنتاج نفس الأشعة المرجعية المستخدمة لإنشاء الهولوغرام. يركز ضوء الشعاع المرجعي على المادة الحساسة للضوء، ويضيء مخطط التداخل المناسب، وينحرف الضوء على مخطط التداخل، ويعرض النموذج على كاشف.  يُعد الكاشف قادرًا على قراءة البيانات بالتوازي، أكثر من مليون بت في نفس الوقت، ما يؤدي إلى معدل أسرع لنقل البيانات. يمكن الوصول إلى الملفات الموجودة على قرص الهولوغرافي في أقل من 0.2 ثانية.

## العمر الافتراضي
يمكن أن يوفر تخزين البيانات التجسيمي للشركات طريقة لحفظ المعلومات وأرشفتها. من شأن أسلوب الكتابة لمرة واحدة والقراءة لعدة مرات (دبليو أو آر إم) لتخزين البيانات، أن يضمن أمان المحتوى، ويمنع الكتابة أو تعديل المعلومات. تعتقد الشركات المصنعة أن هذه التقنية يمكن أن توفر تخزينًا آمنًا للمحتويات دون أي تدهور لأكثر من 50 عامًا، ما يتجاوز بكثير الخيارات الحالية لتخزين البيانات. تشير النقاط النقيضة لهذا الادعاء إلى أن تطور تكنولوجيا قارئ البيانات -في العقدين الأخيرين- تغير كل عشر سنوات. إذا استمر هذا الاتجاه، فإن ذلك يعني أن القدرة على تخزين البيانات لمدة 50 إلى 100 عام بتنسيق واحد لا علاقة لها بالموضوع، لأنك ستنقل البيانات إلى تنسيق جديد بعد عشر سنوات فقط. ومع ذلك، ثبت في الماضي أن طول مدة التخزين المزعومة هو مؤشر أساسي على موثوقية وسائط التخزين على المدى القصير. نجحت الأشكال البصرية الحالية -مثل القرص المضغوط- إلى حدٍ كبير في تحقيق مطالبات العمر الافتراضي الأصلي (حيث تُستخدم وسائط جيدة) وأثبتت أنها حاملات بيانات أقصر أمدًا وأكثر موثوقية من القرص المرن ووسائط دات (شريط صوتي رقمي) التي استُبدلَت.